# Frank Sheeran
Francis Joseph Sheeran (Darby, 25 oktober 1920 – West Chester, 14 december 2003), ook wel bekend als The Irishman, was een Amerikaanse vaksbondsmedewerker die nauwe banden had met de familie Bufalino, maffiaorganisatie uit Pennsylvania. Vlak voor zijn overlijden beweerde Sheeran de moordenaar van Jimmy Hoffa te zijn. Hoewel Sheeran kort na de verdwijning van Hoffa als een van de hoofdverdachten werd gezien door de FBI, vond men geen bewijzen voor Sheerans betrokkenheid bij de verdwijning en mogelijke moord.